# David Blue (Schauspieler)

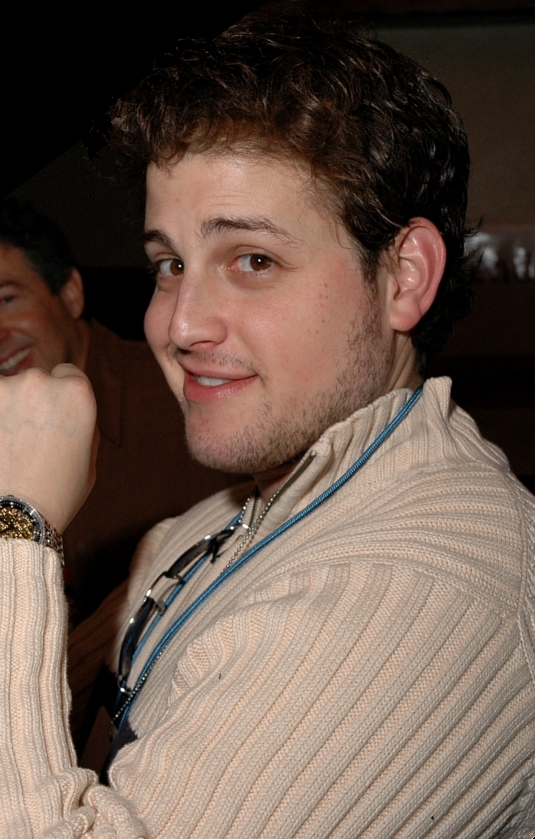
David Blue im Januar 2008 beim Sundance Film Festival

David Blue (* 17. Januar 1982 in Long Island, New York) ist ein US-amerikanischer Schauspieler, bekannt durch seine Hauptrolle des Eli Wallace in der Science-Fiction-Fernsehserie Stargate Universe.

## Leben
David Blue ist der jüngste von drei Brüdern. Er besuchte die High School in Clearwater, Florida. Schon früh hat er sich das Gitarre- und Klavierspielen selber beigebracht.

## Filmografie (Auswahl)
- 2002: Scrubs – Die Anfänger (Scrubs, Folge 2x09)
- 2006: Veronica Mars (Folge 3x09)
- 2007: Hotel Zack & Cody (The Suite Life of Zack & Cody, Folge 2x29)
- 2007–2008: Moonlight (5 Folgen)
- 2008: Alles Betty! (Ugly Betty, 7 Folgen)
- 2009–2011: Stargate Universe (40 Folgen)
- 2012: White Room: 02B3 (Fernsehfilm)
- 2012: Divorce Invitation
- 2013: Castle (Folge 6x08)
- 2019–2020: Henry Danger(4 Folgen)
- 2021: Danger Force (4 Folgen)